# Superkatrien
Superkatrien, vroeger Fantomina genoemd, is de geheime identiteit van het Disneykarakter Katrien Duck. Ze is een feministische superheldin, ontstaan als tegenspeelster van Superdonald. Het karakter werd bedacht door de Italiaanse stripauteurs Guido Martina en Giorgio Cavazzano en verscheen voor het eerst in 1973, in nummer 906 van Topolino, de Italiaanse tegenhanger van het weekblad Donald Duck

## Beschrijving
Superkatrien is evenals Superdonald een van de superhelden uit Duckstad.  Ze is gekleed in een rode jurk en een zwarte mantel, gordel, bril en laarzen. Deze kleding is voor het eerst te zien in het tweede verhaal waarin ze voorkomt, Fantomina contra Fantomerik. Haar eerste optreden, in De draad van Ariadne, draagt ze dezelfde kleding, maar is de jurk blauw van kleur. De derde keer draagt ze een kostuum dat op dat van Superdonald lijkt. Superkatrien wordt voorzien van gadgets door haar vriendin Genia, uitvindster en oud-leerlinge van Willie Wortel. In veel verhalen is er sprake van een rivaliteit tussen haar en Superdonald, waarbij Superdonald doorgaans het onderspit delft. 

## Publicatiegeschiedenis
Superkatrien is bedacht door de tekenaar Giorgio Cavazzano en de scenarist Guido Martina, die ook het eerste verhaal met Superdonald heeft geschreven. Ze komt voor het eerst voor in De draad van Ariadne, waarin Katrien na een feministische discussie met haar vriendin Genia besluit een geheime identiteit aan te nemen. Vier maanden later keert ze terug in Fantomina contra Fantomerik, van dezelfde auteurs.
De beide eerste verhalen worden herdrukt in I Classici di Walt Disney #12 (1977), een uitgave die twee jaar later ook in het Nederlands verschijnt. In 1980 speelt Superkatrien een rol in La selvaggia banda dei Mekkanos (De woeste bende van de Mekkanos).  Dit is het eerste verhaal waarin ze niet in combinatie met Superdonald voorkomt.  In  1987 is ze opnieuw te zien in Paperinik e il mistero di Tuba Mascherata (Superdonald en het mysterie van Gemaskerde Hoge Hoed), waarin Oom Dagobert een superheld wordt, en in 1996 speelt ze een rol in 2 afleveringen van het vervolgverhaal Il papero del mistero (de eend van het mysterie).
In Brazilië raakt men bekend met Superkatrien na de publicatie van De draad van Ariadne en Fantomina contra Fantomerik in 1979.  Zeven jaar later beginnen Braziliaanse auteurs het karakter zelf te gebruiken in hun verhalen.  Eerst komt ze voor in O Clube dos heróis, een reeks verhalen uit 1986 en 1987 waarin de superhelden uit de Disneystrips door commissaris O’Hara bij elkaar worden geroepen om gezamenlijk grote bedreigingen te bestrijden. Daarna is ze regelmatig te zien in Braziliaanse verhalen, waarin ze alleen of met Superdonald de hoofdrol vervult. In deze verhalen is ze een verstandige, bekwame superheldin. Superdonald wordt daarentegen neergezet als arrogant, dom en onhandig. Het laatste Braziliaanse verhaal waarin Superkatrien voorkomt dateert van 1995.
In 2007 keert Superkatrien terug in het verhaal De terugkeer van Superkatrien, waarin Katrien besluit haar geheime identiteit nieuw leven in te blazen. Sindsdien verschijnen er af en toe weer nieuwe verhalen van Italiaanse bodem waarin Superkatrien een rol speelt. Een voorbeeld is de saga Ultraheroes uit 2008, een verhaal van 240 pagina's waarin een team van superhelden onder leiding van Ega Beva een team van superschurken onder leiding van Arend Akelig bevecht.

## Superkatrien in Nederlandse uitgaven
Superkatrien verschijnt in Nederland voor het eerst in Donald Duck Pocket 4 (tweede reeks) Fantomerik tegen de Dolle Fantomina. Deze pocket, een vertaling van I Classici di Walt Disney #12, is de eerste kennismaking van het Nederlandse publiek met zowel Superkatrien als Superdonald, respectievelijk Fantomina en Fantomerik genoemd. Daarna duurt het tot 2007 voor er weer een verhaal van haar verschijnt. In dat jaar verschijnt in pocket 152 het verhaal De terugkeer van Superkatrien. Sindsdien verschijnen er regelmatig nieuwe verhalen met haar in de hoofdrol. Zo is ze opnieuw te zien in pocket 193 (2011), in het verhaal De perfecte verloofde. Ze kwam ook voor in Duckstad Pocket 7 in: Superdonald krijgt concurrentie (2014). Ook komt Superkatrien voor in Dubbel Pocket 55 (2015). Hier wordt ze samen met Superdonald uitgenodigd om tijdelijke bewakers te worden van een Turkse robijn. Maar beiden worden ze verkouden en sturen een robot van zichzelf.